# Ancien tramway de Fribourg

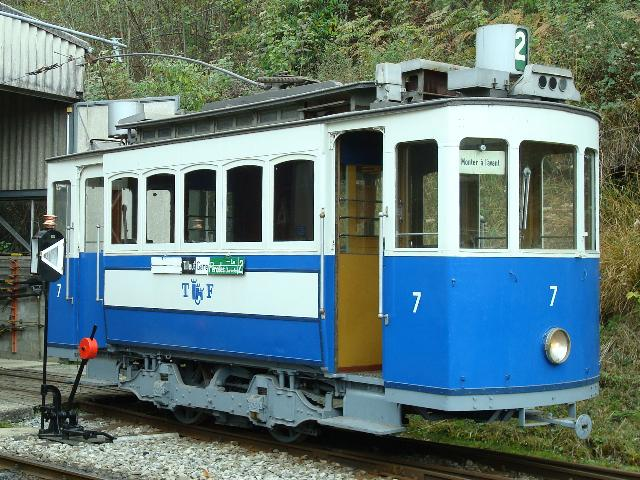
Ce 2/2, No. 7, août 2008 au Chemin de fer-musée Blonay-Chamby

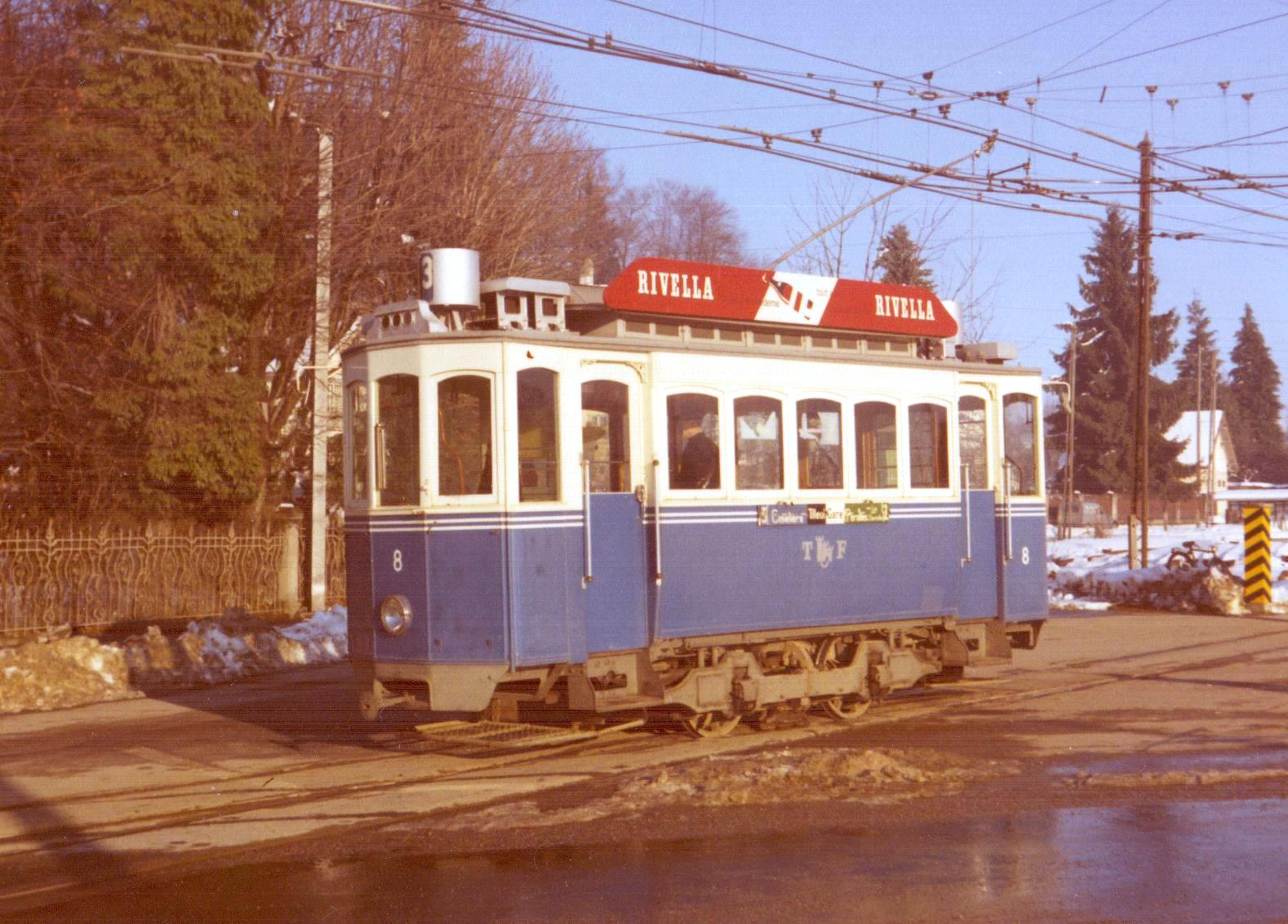
Ce 2/2, No. 8, janvier 1965

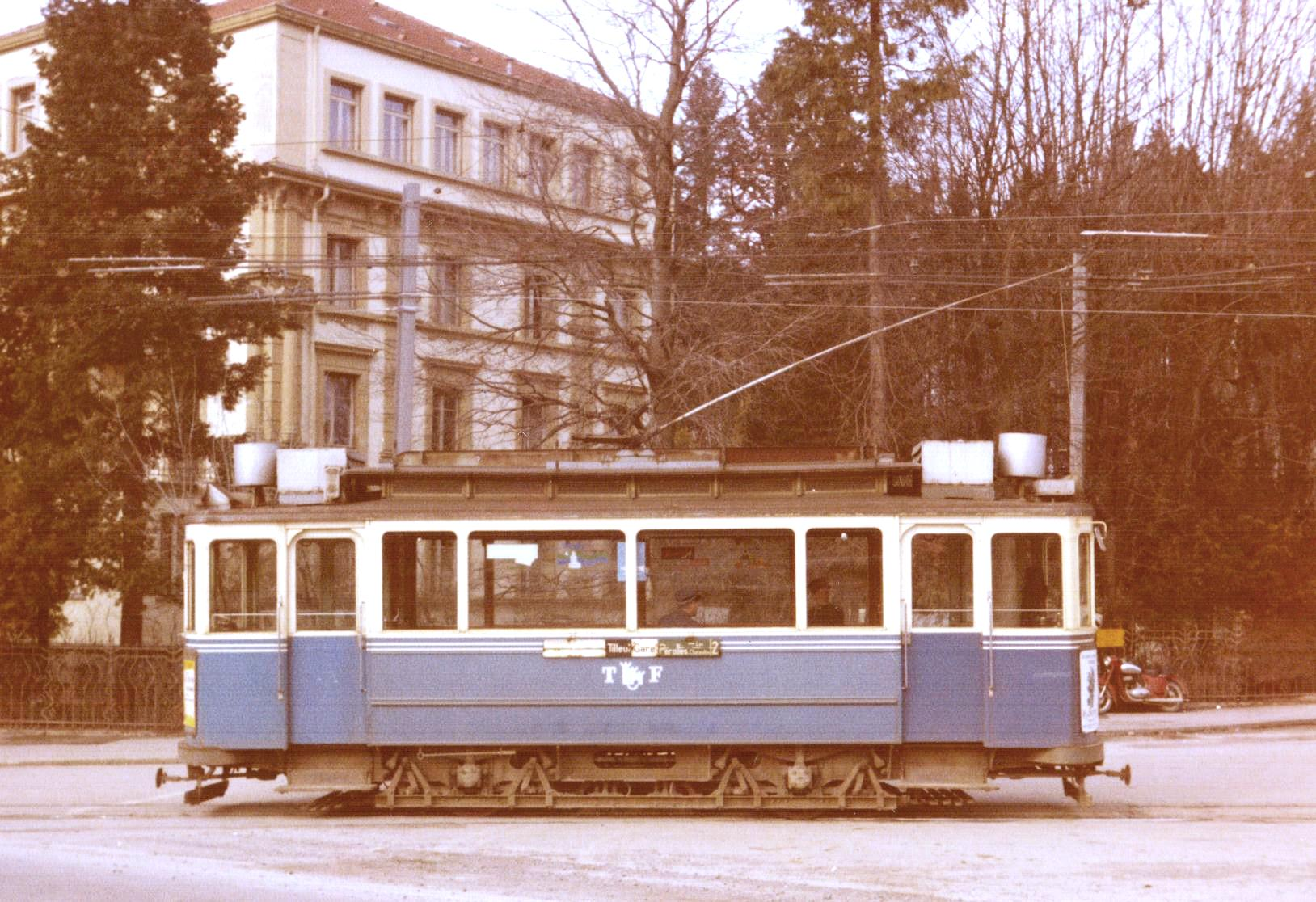
Ce 2/2, No. 13, janvier 1965 près du terminus des Charmettes

Les transports en commun de la ville suisse de Fribourg ont été en partie assurés par des tramways de 1897 à 1965.

## Caractéristiques
Écartement métrique
Longueur maximum du réseau : 6,7 km
Courant continu 500 V
Rampe maximum: 93 ‰

## Historique
Les travaux du tramway débutent en avril 1897 pour une inauguration de la première ligne Gare - Tilleul - Pont-suspendu, en juillet de la même année.
En juin 1900, viennent l'ouverture des tronçons Gare - Pérolles et Gare - Beauregard.
L'extension Tilleul - Poya-cimetière vient en octobre 1912. Et quelques mois plus tard (juin 1913), la ligne est étendue de Poya - Grandfey.
En novembre 1924, c'est au tour de la portion Zähringen - Schönberg d'être mise en service. Puis en décembre 1936, c'est au tour de Beauregard - Vignettaz.
La fermeture s'effectue fin mars 1965 avec la dernière ligne (Pérolles - Gare - Tilleul - Cimetière).
En 2021, une Association Fritram réalise une action pour construire une ligne de tram "musée" au cœur de Fribourg, avec 500 mètres de tram pour relier "Arsenaux" à la Chocolaterie Villars.

## Matériel roulant
| No | Type   | Année | Longueur | Empattement | Tare      | Constructeur     | Emplacement actuel                                           |
| -- | ------ | ----- | -------- | ----------- | --------- | ---------------- | ------------------------------------------------------------ |
| 1  | Ce 2/2 | 1897  | 7,35 m   | 1,55 m      | 7 000 kg  | Rathgeber - SAAS | Givisiez, Club du tramway de Fribourg                        |
| 2  | Ce 2/2 | 1897  | 7,35 m   | 1,55 m      | 7 000 kg  | Rathgeber - SAAS | Démoli peu après sa mise hors-service                        |
| 3  | Ce 2/2 | 1897  | 7,35 m   | 1,55 m      | 7 000 kg  | Rathgeber - SAAS | Démoli peu après sa mise hors-service                        |
| 4  | Ce 2/2 | 1897  | 7,35 m   | 1,55 m      | 7 000 kg  | Rathgeber - SAAS | Détroit                                                      |
| 5  | Ce 2/2 | 1900  | 7,35 m   | 1,55 m      | 8 500 kg  | SWS - SAAS       | Bruxelles, AMUTRA                                            |
| 6  | Ce 2/2 | 1900  | 7,35 m   | 1,55 m      | 8 500 kg  | SWS - SAAS       | Démoli en 1996                                               |
| 7  | Ce 2/2 | 1904  | 7,35 m   | 1,65 m      | 8 500 kg  | Rathgeber - SAAS | Chemin de fer-musée Blonay-Chamby (BC)                       |
| 8  | Ce 2/2 | 1904  | 7,35 m   | 1,65 m      | 8 500 kg  | Rathgeber - SAAS | Démoli peu après sa mise hors-service                        |
| 9  | Ce 2/2 | 1913  | 9,20 m   | 3,00 m      | 11 800 kg | SIG - SAAS       | 2010 Retour en Suisse, Givisiez, Club du Tramway de Fribourg |
| 10 | Ce 2/2 | 1913  | 9,20 m   | 3,00 m      | 11 800 kg | SIG - SAAS       | 2010 Démoli (pièces pour No 9)                               |
| 11 | Ce 2/2 | 1913  | 9,20 m   | 3,00 m      | 11 800 kg | SIG - SAAS       | Démoli en 1970                                               |
| 12 | Ce 2/2 | 1913  | 9,20 m   | 3,00 m      | 11 800 kg | SIG - SAAS       | Démoli peu après sa mise hors-service                        |
| 13 | Ce 2/2 | 1913  | 9,20 m   | 3,00 m      | 11 800 kg | SIG - SAAS       | Démoli peu après sa mise hors-service                        |